# Hasinai
Hasinai (Aseney, Asinai, Asinay, Assinais, Cenis), konfederacija (labavi savez) plemena američkih Indijanaca grupe Caddoan u povijesno vrijeme nastanjena duž srednjeg toka rijeke Neches i gornje Angeline u Teksasu. Savezu pripadaju plemena: Anadarko, Hainai, Nabedache, Nacogdoche, Nacono (Nacao, Naconish), Namidish (Nabiti, Nawidish), Lower Nasoni, Nechaui, Neche. Spominje se i pleme Guasco, no njihov status u konfederaciji nije poznat. Središte Hasinai konfederacije bilo je u selu Hainai.

## Povijest

### Pred povijesno doba
Arheologija je utvrdila da Hasinai nastanjuju područje George Davisa negdje od 780. pa do 1260. Nagli porast stanovništva zbiva se od 1300. do 1400., oni se tada bave agrikulturom i uzgojem kukuruza, graha i 'squash'-tikava. Nastambe ovih Indijanaca bijahu tada ovalnog do kružnog oblika, moguće prekrivene rogožinom ili travom, kao kod kasnijih Hasinaija. Naselje u George Davisu u Teksasu (okrug Cherokee), bilo je političko-religiozno središte u kojemu je evidentno vladala teokracija. 

### Novija povijest
Hasinai Indijance prvi susreću 1542. ljudi Hernanda De Sotoa, nakon njegove smrti na putu za Meksiko. La Salle ovdje dolazi 1687. ali ga 6 milja od jednog Hasinai sela ubije jedan od njegovih ljudi (Pierre Duhaut). Tri godine poslije (1690.) misionari su utemeljili misiju u selu Nabedache Indijanaca. Misionarskim radom za Hasinaije počinnu nevolje, već 1691. pogađaju ih boginje. Misije koje su kasnije utemeljene napuštene su do 1719. i preseljene u San Antonio u Teksasu. Godine 1855. oni se pridružuju ostalim Caddo plemenima iz Louisiane, i svi su zajedno preseljeni na rezervat Brazos, tu ostaju do 1859., nakon čega odlaze u Oklahomu .

## Običaji
Chenesi (xinesi), religiozni vođa smatra se i za glavnog vođu ili civilnog poglavicu konfederacije. Njemu podređeni su: poglavice (caddis) pojedinih plemena i administrativni funkcionari canahas (ili cayahas), chayas i tammas. Postojale su i vrhovne ratne poglavice čiji je autoritet ograničen tek na period ratnog stanja. Hasinai bijahu organizirani po klanovima ali su pojedinosti o tome izgubljene. Domaćinstvo je osnovna jedinica Hasinai-sela, u jednoj komunalnoj nastambi živi 8 do 10 obitelji. Vjera Hasinaija je u vrhovnog stvaraoca Caddi Ayo ili 'Great Chief' kojemu u svakodnevnim poslovima pomažu drugi niži bogovi i božanstva. Religiozni život odvija se oko svetišta o kojemu skrbi vrhovni svećenik chenesi. Posrednici između njega i Caddi Ayoa su Coninisi (two boys).

## Populacija
Populacija Haisinaia iznosila je 4,500 (1680 ) u Texasu, prema Mooneyevoj procjeni, takva je i ostala do 1716. (Don Diego Ramon). NAHDB kalkulira da ih je 1800. preostalo oko 1,000; 350 (1851.; prema Stemu u Texasu); 150 (1876.; US Indian Office). Tokom 20. stoljeća Hasinai i ostala Caddo plemena ne popisuju se posebno.

## Vanjske poveznice
- Hasinai Confederacy
- Mapa  Arhivirana inačica izvorne stranice od 17. siječnja 2006. (Wayback Machine)
- The Official Website of The Caddo Nation  Arhivirana inačica izvorne stranice od 5. svibnja 2006. (Wayback Machine)
- Hasinai  Arhivirana inačica izvorne stranice od 19. srpnja 2006. (Wayback Machine)
- Hasinai Society of the Caddo Nation of Oklahoma  Arhivirana inačica izvorne stranice od 17. svibnja 2006. (Wayback Machine)